# Ajnabia
Ajnabia(у значенні «чужинець» або «чужоземець») — рід качкодзьобих динозаврів, що існував у маастрихтському віці крейдового періоду, близько 68—66 млн років тому. Фрагментарні рештки знайдені на території Марокко.
Описано один вид — Ajnabia odysseus. Це перший відомий качкодзьобий динозавр Африки.

## Опис

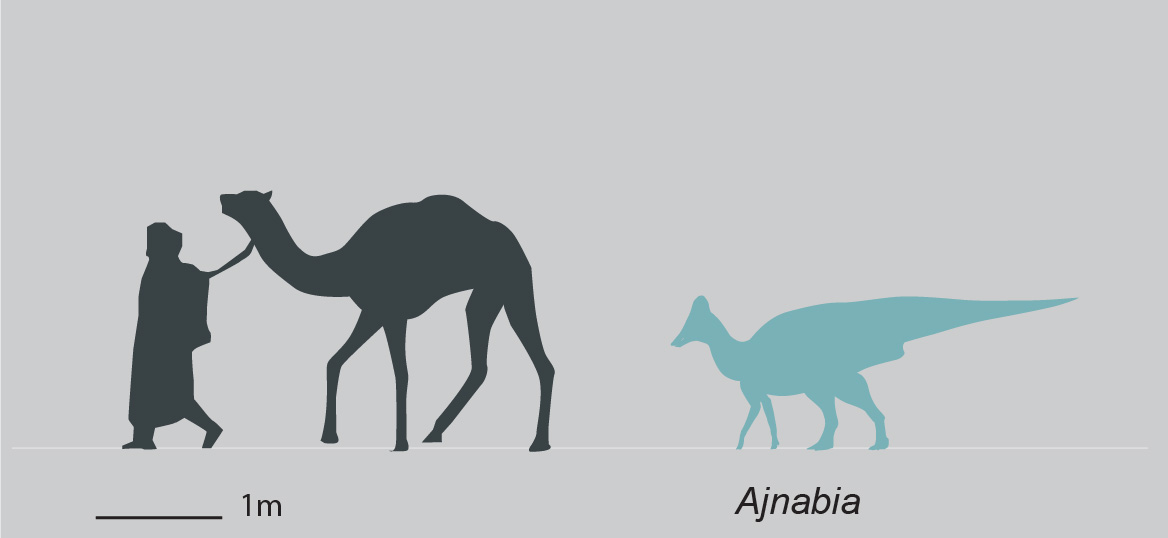
Розмір Ajnabia порівняно з людиною

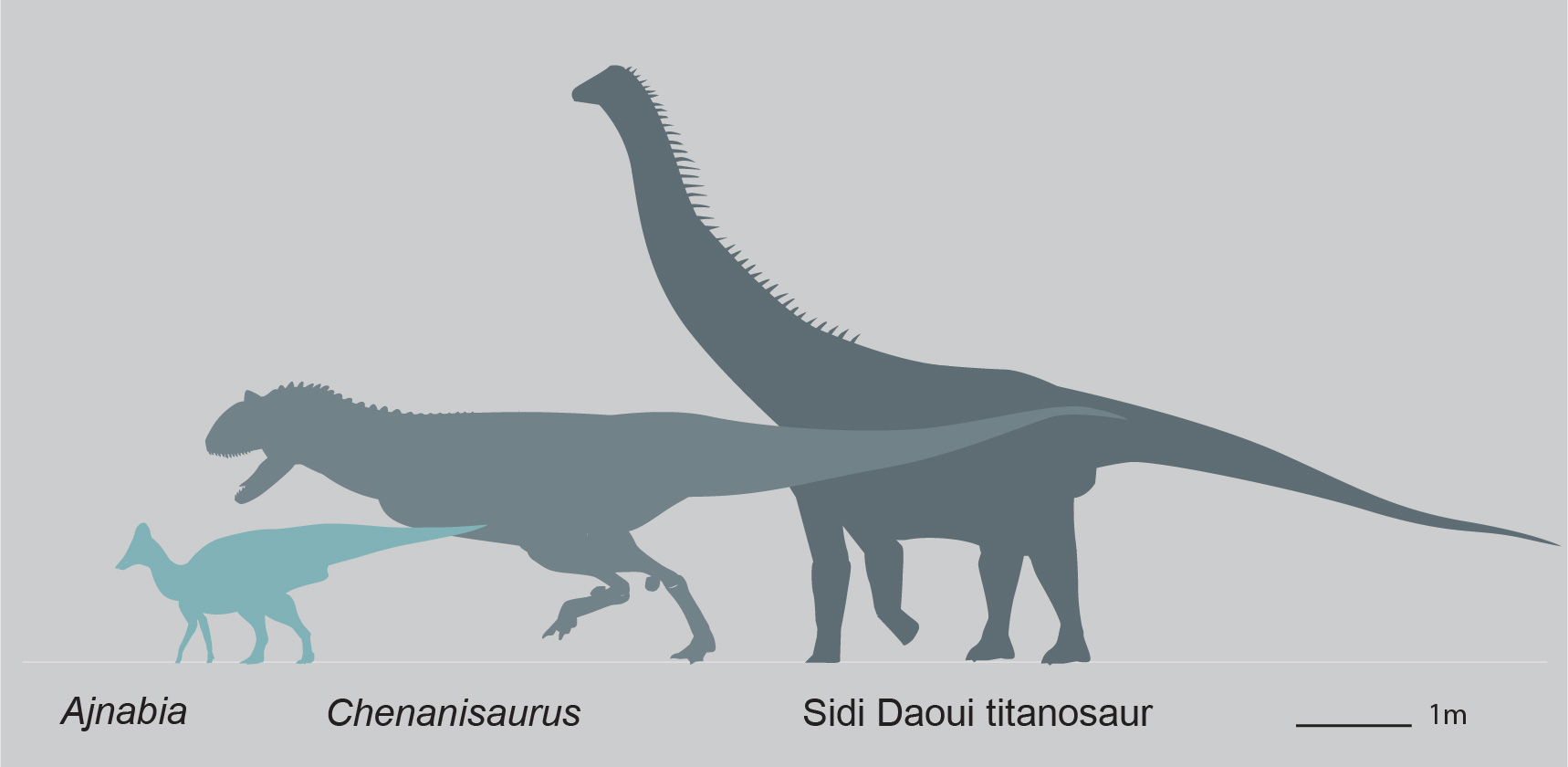
Відомі динозаври з маастрихтського віку Марокко, включаючи Ajnabia odysseus і Chenanisaurus barbaricus

Ajnabia був відносно невеликим і схожим за розмірами на свого сучасника Minqaria, який, за оцінками, досягав 3,5 метра у довжину.  
Припускаючи, що голотип репрезентує дорослу особину, Ajnabia був би одним з найменших, якщо не найменшим з відомих гадрозаврів. 